# Ferenc Kozma
Ferenc Kozma (ur. 1911, zm. 2002) – węgierski kierowca wyścigowy i motocyklowy.

## Biografia
Przed II wojną światową był mechanikiem, pracował również dla sprzedawcy BMW. W 1936 roku rozpoczął ściganie się na motocyklu marki AJS. Następnie zakupił DKW, którym w 1941 roku wygrał zawody Leventebajnok. Po zakończeniu wojny Kozma otworzył własny warsztat samochodowy, jednakże w 1949 roku ten warsztat został znacjonalizowany i Węgier wstąpił do zakładów III Autójavitó. Ponadto również w 1949 roku odbył pierwszy wyścig samochodowy samochodem BMW. Następnie przy współpracy z Jánosem Schellerem zbudował pierwszy węgierski samochód wyścigowy o nazwie „Kis Hármas”, którym zadebiutował w czerwcu 1952 roku. Ogółem w trakcie swojej kariery wyścigowej Kozma siedmiokrotnie zdobył mistrzostwo Węgier, w tym w 1962 roku mistrzostwo Formuły Junior. Był również pilotem rajdowym Tibora Szélesa podczas Rajdu Wartburga 1960. W 1963 roku zakończył karierę.
Budował również samochody dla innych kierowców: „Nagy Hármas” dla Andrása Wimmera i „Törpe Hármas” dla László Bognára. Po zakończeniu kariery zasiadał w komitecie Magyar Autóklub, był trenerem reprezentacji Węgier w wyścigach samochodowych oraz zajmował się modelarstwem kolejowym.